# Ernest Terpiłowski
Ernest Terpiłowski (Brzeg Dolny, 2001. szeptember 14. –) lengyel korosztályos válogatott labdarúgó, a Widzew Łódź középpályása.

## Pályafutása

### Klubcsapatokban
Terpiłowski a lengyelországi Brzeg Dolny városában született. Az ifjúsági pályafutását a Lechia Dzierżoniów akadémiájánál kezdte.
2017-ben mutatkozott be a Lechia Dzierżoniów felnőtt keretében. 2019-ben a Nieciecza szerződtette. A 2020–21-es szezonban a Górnik Polkowice csapatát erősítette kölcsönben. 2022. február 25-én 2½ éves szerződést kötött a másodosztályban szereplő Widzew Łódź együttesével. Először a 2022. március 4-ei, Stomil Olsztyn ellen 2–0-ra megnyert mérkőzés 69. percében, Radosław Gołębiowski cseréjeként lépett pályára. Első gólját 2022. április 3-án, a GKS Tychy ellen hazai pályán 2–1-es győzelemmel zárult találkozón szerezte meg. A 2021–22-es szezonban feljutottak az első osztályba.

### A válogatottban
Terpiłowski 2021-ben tagja volt a lengyel U20-as válogatottnak.

## Statisztikák
2023. február 17. szerint
| Klub                          | Szezon   | Osztály     | Bajnokság | Bajnokság | Kupa és Ligakupa | Kupa és Ligakupa | Nemzetközi | Nemzetközi | Összesen | Összesen |
| Klub                          | Szezon   | Osztály     | Meccs     | Gól       | Meccs            | Gól              | Meccs      | Gól        | Meccs    | Gól      |
| ----------------------------- | -------- | ----------- | --------- | --------- | ---------------- | ---------------- | ---------- | ---------- | -------- | -------- |
| Nieciecza                     | 2019–20  | I Liga      | 9         | 0         | 0                | 0                | —          | —          | 9        | 0        |
| Nieciecza                     | 2021–22  | Ekstraklasa | 11        | 1         | 1                | 0                | —          | —          | 12       | 1        |
| Nieciecza                     | Összesen | Összesen    | 20        | 1         | 1                | 0                | 0          | 0          | 21       | 1        |
| Górnik Polkowice (kölcsönben) | 2020–21  | II Liga     | 33        | 8         | 0                | 0                | —          | —          | 33       | 8        |
| Widzew Łódź                   | 2021–22  | I Liga      | 13        | 2         | 0                | 0                | —          | —          | 13       | 2        |
| Widzew Łódź                   | 2022–23  | Ekstraklasa | 15        | 2         | 0                | 0                | —          | —          | 15       | 2        |
| Widzew Łódź                   | Összesen | Összesen    | 28        | 4         | 0                | 0                | 0          | 0          | 28       | 4        |
| Összesen                      | Összesen | Összesen    | 81        | 13        | 1                | 0                | 0          | 0          | 82       | 13       |

## Sikerei, díjai
Widzew Łódź
- I Liga
  - Feljutó (1): 2021–22